# La Visite de la fanfare
Pour les articles homonymes, voir fanfare (homonymie).
Cet article concerne le film de 2007. Pour la comédie musicale du même nom, voir The Band's Visit.
Pour plus de détails, voir Fiche technique et Distribution.
La Visite de la fanfare (ביקור התזמורת, Bikur Ha-Tizmoret) est un film franco-américano-israélien réalisé par Eran Kolirin, sorti en 2007.

## Synopsis
La fanfare de la police d'Alexandrie est invitée en Israël pour inaugurer un centre culturel arabe.
Arrivée à l'aéroport, la petite troupe livrée à elle-même se trompe de chemin et arrive par erreur dans une petite ville perdue du Néguev, Beit Hatikva (« la maison de l'espoir »), ville de construction récente, hérissée de HLM grises et cernée par l’ennui, lieu isolé du monde, oublié des rêves anciens d’humanisme et de démocratie, à peine identifiable sur une carte, au lieu de Petah Tikva (« la porte de l'espoir »). Elle est obligée d'y passer la nuit, en s'arrangeant tant bien que mal avec les habitants israéliens, dont une énergique patronne de restaurant...

## Fiche technique
- Titre original : Bikur Ha-Tizmoret (ביקור התזמורת)
- Titre français : La Visite de la fanfare
- Titre international : The Band's Visit
- Réalisation : Eran Kolirin
- Scénario : Eran Kolirin
- Décors : Eitan Levi
- Costumes : Doron Ashkenazi
- Photographie : Shai Goldman
- Montage : Arik Leibovitch
- Musique : Habib Shadah
- Production : Ehud Bleiberg, Koby Gal-Raday, Guy Jacoel, Eilon Ratzkovsky
- Sociétés de production : Sophie Dulac Productions, Israel Film Fund
- Sociétés de distribution : Sony Pictures (USA) - Sophie Dulac Productions (France)
- Format : couleur - 35 mm - 1,85:1 - Dolby Digital
- Genre : comédie dramatique
- Durée : 87 minutes
- Dates de sortie : 
  - Israël : 13 septembre 2007
  - France : 19 décembre 2007 (sortie nationale)

## Distribution
- Ronit Elkabetz : Dina
- Sasson Gabai : Tewfiq
- Saleh Bakri : Khaled
- Khalifa Natour : Simon
- Imad Jabarin : Camal
- Tarik Kopty : Iman
- Hisham Khoury : Fauzi
- François Khell : Makram
- Eyad Sheety : Saleh
- Slomi Avraham : Papi
- Rubi Moscovich : Itzik
- Hila Surjon Fischer : Iris
- Uri Gavriel : Avrum
- Ahouva Keren : Lea
- Hila Saada : Svetlana

## Distinctions

### Récompenses
- Festival de Cannes 2007 :
  - Prix du Jury Un certain regard pour Eran Kolirin
  - Prix FIPRESCI
  - Prix de la jeunesse

- Prix du cinéma européen 2007 :
  - Prix Fassbinder de la Découverte européenne (Eran Kolirin)
  - Meilleur acteur (Sasson Gabai)

- Arte Mare - Festival du film méditerranéen de Bastia 2007 :
  - Prix du public (Eran Kolirin)
  - Prix d'interprétation (Sasson Gabai)

- Festival international du film d'amour 2008 :
  - Prix d'interprétation masculine pour Sasson Gabai
  - Coup de cœur du jury
  - Prix Ciné-femme
- Ophir du cinéma 2007 du meilleur film
- Festival international du film de Jérusalem 2007 : Meilleure actrice (Ronit Elkabetz)

### Nominations
- Étoiles d'or de la presse du cinéma français 2008 : Meilleur premier Film (Eran Kolirin)

- European Film Awards 2007 : Meilleur scénario (Eran Kolirin)

- Arte Mare - Festival du film méditerranéen de Bastia 2007 :
  - Grand prix Arte Mare Mediavision (Eran Kolirin)
  - Prix spécial du jury (Eran Kolirin)
  - Prix France Bleue Frequenza Mora de la meilleure bande son (Eran Kolirin)

## Production

### Tournage
Le tournage a eu lieu à Yeruham et dans le désert du Neguev en Israël.